# Gangs of New York
Gangs of New York är en amerikansk film som hade biopremiär i USA den 20 december 2002, och utspelar sig i mitten av 1800-talet i Five Points på Manhattan i New York. Filmen är det första samarbetet mellan Martin Scorsese och Leonardo DiCaprio.

## Handling
New York under 1860-talet. Staden styrs av gäng och korrupta politiker. Unge Amsterdam (Leonardo DiCaprio) vill ta hämnd på den man, gängledaren Bill the Butcher (Daniel Day-Lewis), som för många år sedan dödade hans far. Han träffar också ficktjuven Jenny (Cameron Diaz).

## Om filmen
Filmen regisserades av Martin Scorsese och skrevs av Jay Cocks, Steven Zaillian och Kenneth Lonergan. Filmen är löst inspirerad av Herbert Asburys bok The Gangs of New York från 1928. Filmen blev nominerad för 10 Oscar. bland annat för bästa film, bästa regi och bästa manliga huvudroll (Daniel Day-Lewis).
Filmen hade Sverigepremiär 17 januari 2003 på biograferna Astoria, BioPalatset, Filmstaden Sergel, Royal och Victoria i Stockholm.

## Rollista (i urval)
| Leonardo DiCaprio      | – Amsterdam Vallon                   |
| Daniel Day-Lewis       | – William "Bill the Butcher" Cutting |
| Cameron Diaz           | – Jenny Everdeane                    |
| Jim Broadbent          | – William "Boss" Tweed               |
| John C. Reilly         | – Happy Jack Mulraney                |
| Henry Thomas           | – Johnny Sirocco                     |
| Brendan Gleeson        | – Walter "Monk" McGinn               |
| Liam Neeson            | – "Priest" Vallon                    |
| Gary Lewis             | – McGloin                            |
| Stephen Graham         | – Shang                              |
| Eddie Marsan           | – Killoran                           |
| Alec McCowen           | – Reverend Raleigh                   |
| David Hemmings         | – John F. Schermerhorn               |
| Lawrence Gilliard, Jr. | – Jimmy Spoils                       |
| Cara Seymour           | – Hell-Cat Maggie                    |
| Roger Ashton-Griffiths | – P.T. Barnum                        |
| Peter Hugo Daly        | – Enarmad präst                      |

## Musik
Elmer Bernstein skrev från början musik till filmen, men Scorsese valde att inte använda denna musik utan att ta musiken i en helt ny riktning. Scorsese anlitade han Howard Shore för att skriva ett par ledmotiv till filmen. Bono & U2 lejdes för också för ny musik. Bono spelade in en tolkning av den iriska folksången "Báidín Fheidhlimí" och skrev tillsammans låten "The Hands That Built America" som spelas i filmens slutscen där New Yorks utveckling från 1863 till 2000 skildras. Den övriga musiken sammanställde Scorsese tillsammans med Robbie Robertson och är en salig blandning av musik ifrån 1850-talet och modern pop- och världsmusik. Band och artister som Afro Celt Sound System, Peter Gabriel, Jocelyn Pook och The Chieftains blandas friskt med mer samtida musik framför artister som av Othar Turner, Linda Thompson och Finbar Furey. 
"The Hands That Built America" oscarnominerades.

### Fotnoter
1. ↑  ”Gangs of New York” (på engelska). Box Office Mojo. 20 december 2002. http://www.boxofficemojo.com/movies/?id=gangsofnewyork.htm. Läst 21 september 2016.
2. ↑  ”Gangs of New York”. Svensk filmdatabas. 17 januari 2003. http://www.sfi.se/sv/svensk-filmdatabas/Item/?itemid=52272&type=MOVIE&iv=Basic. Läst 21 september 2016.